# كيم ككوت بي
كيم ككوت بي (بالكورية: 김꽃비)‏ هي ممثلة كورية جنوبية، ولدت يوم 24 نوفمبر 1985 في بتشون في كوريا الجنوبية.

## روابط خارجية
- Kim Kkot-bi على موقع IMDb (الإنجليزية)
- Kim Kkot-bi على موقع قاعدة بيانات الفيلم (الإنجليزية)